# Dilar macleodi
Dilar macleodi là một loài côn trùng trong họ Dilaridae thuộc bộ Neuroptera. Loài này được Oswald & Schiff miêu tả năm 2001.